# Plakatseher pro Stelle
Der MA-Plakat-Kontaktwert Plakatseher pro Stelle (PpS) ist in der Werbeindustrie ein Maß für die Güte eines Plakatstandortes. Der Wert ist Bestandteil der MA Intermedia der deutschen Media-Analyse und beschreibt die Menge und Qualität der Wahrnehmungen in Bezug auf Standort und Zeit. 

## Bedeutung
Der Wert PpS beschreibt den über K-Wert-Faktoren sichtbarkeitsgewichteten Passagekontakt mit einem Plakat innerhalb einer Stunde. Er wird für einzelne Plakatstandorte ermittelt und ist ein Maß für den Werbewert des jeweiligen Standortes, wobei sich dieser Wert mit Werten anderer Medienarten wie Print, Radio oder Fernsehen direkt vergleichen lässt.
Der Wert basiert auf drei Säulen. Der zurückgelegten Strecke, die mittels Befragung oder GPS ermittelt wurde. Standortspezifischen Wirkparametern der Werbefläche, dem sogenannten K-Wert sowie dem von Fachverband Außenwerbung mit der Fraunhofer-Gesellschaft und der GfK einentwickelten Frequenzatlas, der für jeden Straßenabschnitt die durchschnittliche Anzahl an Fußgängern, Autofahrern und ÖPNV-Benutzern auflistet. Für die Sichtbarkeitsgewichtung über den K-Wert werden bestimmte Parameter des Standortes wie Sichtbarkeit, Dauer der möglichen Wahrnehmung, Abstand sowie Ablenkung durch die Umgebung bewertet und multipliziert. Ab dem 1. Januar 2013 ist der PpS ein wesentlicher Faktor zur Preisbildung in der Plakatwerbung.

## Entstehung
Der MA Plakat-Kontaktwert Plakatseher pro Stelle der Arbeitsgemeinschaft Media-Analyse beruht auf der Media-Analyse ma 2007 Plakat. Sie war mit etwa 66.000 repräsentativ ausgewählte Personen eine der größten Mobilitätsstichproben, die jemals in Deutschland erhoben worden waren und erhielt im Jahr
2008 vom Berufsverband Deutscher Markt- und Sozialforscher (BVM) den Preis als „Beste Studie des Jahres“.  Diese Untersuchung ermöglichte eine Vielzahl weiterer Auswertungen, die bislang auf der Basis des Einkaufsindex G-Wertes nicht möglich waren, wie zum Beispiel Ausweis von Pendlerkontakten und Analyse nach Zielgruppen. In der deutschen Media-Analyse ersetzte der PpS-Wert in der Ma Plakat ab 2013 den von der GfK-Marktforschung entwickelten G-Wert aus der Plakat-Media-Manlyse (PMA) des Fachverbandes Außenwerbung ab.